# 303. viteška brdska brigada
303. viteška brdska brigada je vojna jedinica koja je tokom Rata u Bosni i Hercegovini djelovala u sastavu Trećeg korpusa Armije RBiH.

## Istorija
Prva borbena dejstva jedinica iz kojih će nastati Prva zenička vođena su početkom maja u rejonu Smetova sa ciljem neutralisanja srpskih paravojnih formacija — pri čemu je zarobljena i izvjesna količina materijalno-tehničkih sredstava.
Naredbom Republičkog štaba TO RBiH 18. maja 1992. godine formirana je Prva zenička brigada, nakon tuzlanske brigade druga manevarska jedinica ranga brigade u tadašnjoj državi. Novoformirana brigada se sastojala od dva bataljona sa prištabskim jedinicama. Ubrzo nakon osnivanja u sastav brigade ulazi Željezarski bataljon osnovan 13. maja 1992. godine, koji su u potpunosti sačinjavali radnici dobrovoljci koji su stali u odbranu svoje firme, svog grada i države — treći bataljon i vod HOS. Tokom jula 1992. godine brigadi se pridružuju jedinice Patriotske lige, Oklopni bataljon, jedinica Zmaj od Bosne, Sedmi muslimanski bataljon, jedinica PVO, te sve jedinice HOS iz Zenice. Već u tom periodu brigada je imala 2.324 pripadnika i prepoznatljiv karakter sredine iz koje je i nastala. Prvo borbeno dejstvo brigade dešava se početkom juna, kada se jugoistočno od Zenica vrši obezbjeđenje desne obale Bosne. Tom prilikom se neutrališu paravojne formacije koje su naoružane od strane JNA, koja je tada još uvijek bila stacionirna u Kasarni Zenica. U tim sukobima poginuo je i prvi pripadnik brigade. U narednom periodu dijelovi brigade učestvuju i na visočko-ilijaškom ratištu, a potom i na sarajevskom ratištu tokom neuspješne deblokade Sarajeva.
Preformacijom postojećih jedinica Oružanih snaga RBiH Prva zenička se transformiše u brdsku brigadu pri čemu joj se pridodaje još jedan bataljon (koji postaje šesti brdski bataljon) dok se iz brigade izdvaja oklopni bataljon.
Formiranjem trećeg armijskog korpusa, u skladu sa unifikacijom naziva vojnih jedinica, brigada mijenja naziv u 303. brdska brigada. Naziv će zadržati do kraja rata, s tim će se usljed zapaženih rezultata brigadi u dva navrata dodavati prefiksi slavna a potom i viteška (viteška je bila do kraja rata). 
Kroz brigadu je u ratnom periodu prošlo više od 8.000 boraca.

## Počasna odlikovanja
Tokom svog ratnog puta, 303. brdskoj brigadi zahvaljujući borbenim uspjesima na ratištima širom BiH, dodijeljen je prvo naziv slavna da bi joj u novembru 1994. godine, zbog hrabrosti i odlučnosti boraca (među kojima je bilo i 75 žena) dodijeljen najviši počasni naziv viteška; kraj rata je dočekala kao 303. viteška brdska brigada. Za ratne zasluge, pored počasnih naziva slavna i viteška, 303. viteška brdska brigada dobila je i kolektivno ratno priznanje Zlatni ljiljan, koje je u Armiji RBiH dobila još samo 17. krajiška brigada — koja je takođe do osnivanja Sedmog korpusa Armije RBiH bila u sastavu Trećeg korpusa. Ukupno 23 pripadnika ove viteške brigade su dobitnici najvišeg ratnog priznanja Zlatni ljiljan. 
U spomen na ovu brigadu u Zenici jedna od ulica nosi naziv Prve zeničke brigade.